# Кузя: Алмазная лихорадка
Кузя: Алмазная лихорадка (англ. Hugo: Black Diamond Fever) — компьютерная игра 2001 года, часть датской медиафраншизы Hugo (в русской локализации — Кузя), разработанная студией Interactive Television Entertainment. Была выпущена для платформ Windows и PlayStation, а также адаптирована в 2003 году разработчиком для платформы Game Boy Color. Впоследствии компанией Kiloo ApS в 2004 году была разработана версия для мобильной платформы Java. По сюжету является приквелом к игре «Кузя: В поисках солнечных камней».

## Игровой процесс
Версия игры для Windows и PlayStation представляет собой трёхмерный платформер, напоминающий по игровым особенностям Croc: Legend of the Gobbos и Crash Bandicoot. Как и в предыдущей 3D-игре серии, «Кузя: В поисках солнечных камней», у тролля есть кнут, которым он может атаковать врагов. Версия для платформы Game Boy Color и мобильных устройств представляет собой двухмерную платформенную игру, больше напоминающую Bomb Jack.

## Сюжет
Злая ведьма Сцилла (дат. Afskylia), заклятый враг главного героя игры — тролля по имени Кузя, вернулась и на этот раз нашла способ стать самой могущественной ведьмой всех времён и народов и захватить весь мир. Для этого ей нужно приготовить волшебное зелье из редчайших чёрных алмазов, которые можно найти только на острове Джунглей, где живут примитивные Кикурианцы (дат. Kikurians), поэтому она порабощает их всех и заставляет работать день и ночь в поисках чёрных алмазов. Сейчас Сцилла слишком занята тем, что вкладывает всю свою магию в изготовление зелья, поэтому для охраны острова она направила пиратскую армию своего приспешника Дона Крокко. Во французской версии игры (фр. Hugo: Le Maudit Diamant Noir) также упоминается, что Сцилла планирует с помощью этого зелья призвать могущественного демона.
Один из друзей Кузи, тукан по имени Фернандо, получает письмо от старейшины кикурианской деревни с просьбой о помощи. Кузя со своими друзьями сразу же отправляется на помощь, чтобы остановить план Сциллы, пока ещё не стало совсем поздно. Он со своей командой освобождает всех порабощённых островитян и саботирует производство зелий, остановив конвейер шахты и перекрыв нефтепровод. Тогда Сцилла, вопреки совету Дона Крокко, решает ускорить процесс. Это приводит к краху всей фабрики, во время агонии которой Кузя освобождает старейшину деревни и эвакуируется вместе с ним, прежде чем всё взрывается.

## Критика
| Русскоязычные издания | Русскоязычные издания |
| Издание               | Оценка                |
| --------------------- | --------------------- |
| Absolute Games        | 30 % (ужасно)         |

Игра получила смешанные отзывы, среди которых было много негативных. Датский сайт Gamesector.dk поставил Windows-версии игры 7/10, 8/10 версии для PlayStation, и 8/10 для платформы Game Boy Color. Среди других рецензий можно отметить оценку 3/10 от английского журнала «PlayStation Official Magazine — UK» и чешского журнала «Oficiální český PlayStation Magazín» за версию для PlayStation. Также версия для Windows получила 48 % от журнала PC Games и три звезды из пяти от Wirtualna Polska. Версия для платформы Game Boy Color заработала 30 % от GBX и 31 % от журнала big.N. Четыре звезды из шести получила версия игры для PlayStation от MSN Games. В России отзыв на игру оставил портал Absolute Games, оценка в рецензии составила 30 % (ужасно).